# HIFK Bandy
HIFK Bandy är Helsingfors IFK:s bandysektion. Avdelningen startades 1907. Helsingfors IFK är det lag som har blivit finska mästare flest gånger.
Klubben har blivit finska mästare flera gånger, första gången 1910. Totalt har klubben vunnit finska mästerskapen i bandy för herrar 17 gånger, mer än någon annan klubb. Klubben har tagit silver i Europacupen en gång (1988), och brons två gånger (1987 och 1998).

### Fotnoter
1. ↑  ”HIFK Bandy”. HIFK Bandy. Arkiverad från originalet den 29 januari 2012. https://web.archive.org/web/20120129015556/http://hifk-bandy.fi/index.php?p=1_7_Seura. Läst 12 mars 2011.